# カーウィラ
カーウィラ（タイ語: กาวิละ、北タイ語：、1742年–1816年）は、タイ王国のチエンマイ県にあったチエンマイ王朝（復興ラーンナー王朝）の王である。

## 伝記

### ビルマ時代
ビルマがランナーを支配していた末期1770年、チェンマイ貴族であるチャーバーン伯は、チェンマイ領主のビルマ人のポーマユグワン卿と口論を起こした。チャーバーン伯は力が弱く、対抗できなかったため、別のビルマ人指揮官であるポースパラーのもとに逃れました。ポースパラーとポーマユグワンは仲が悪かったため、ポースパラーはチャーバーン伯を保護した。
その後1771年には、シャム国王タークシンはランナーからビルマ軍を追放するため北部に進軍したが、チェンマイをわずか9日間包囲しただけで撤退した。1773年には、ポースパラーはチェンセーンからチェンマイに戻り、チャーバーン伯を連れて帰還した。ポースパラーは城壁の外に陣を張り、チャーバーン伯をポーマユグワンに引き渡すことを拒否した。ポーマユグワンは何もできずのでビルマ本国に訴え出るほかず。
1774年には、タークシン王は二人の兄弟であるチャックリー公爵とスラシー公爵にチェンマイ攻略を命じた。ポースパラーはシャム軍が進軍してくることを知ると、チャーバーン伯とランパーン領主の長男カーウィラに命じ、合わせて約ー千人の兵士を前線としてランパーンに派遣して、自身も約1万の大軍を率いて後続軍として合流する計画を立てた。その間、ビルマはチャーバーン伯とカーウィラを首都アヴァに送って裁きを受けさせるよう命じたが、ポースパラーは両者が戦争に従事していることを理由に引き渡しを拒否した。ポーマユグワン卿はこれに対抗できず、ランパーンにいる部下に命じてランパーン領主本人、カーウィラの妻と子供たちを拘束して、首都アヴァに人質として送るよう指示した。
チャーバーン伯はホート郡に駐屯している間にこの知らせを知り、カーウィラに使者を送りた。そして、ポースパラーに対し自ら先遣隊として道を偵察する任務を申し出た。その後チャーバーン伯の甥ゴーンゲーウが率いる部隊が、リー郡に駐屯していたタークシン王の小規模な部隊に密かに謁見した。一方、カーウィラは父親と家族がアヴァに送られたことを知ると、ランパーンのビルマ軍を攻撃し、ビルマ兵を討ち取りした。その後速やかに部下を派遣し家族を奪還することに成功した。

### シャム時代
二人の公爵の軍がランパーンに到着すると、カーウィラは食料と兵士を携えてシャム軍に合流した。一方、ビルマ大軍を率いて進軍中だったポースパラーはカーウィラがシャムに寝返ったことを耳にすると、軍を引き返しチェンマイで守備を固めました。しかし、シャム軍の攻撃に耐えられず、チェンセーンへと逃亡した。タークシン王はチャーバーン伯をチエンマイ領総督に任命し、カーウィラをラムパーン領侯に任命した。1780年、カーウィラとチャーバーン両者は村人を略奪していたシャムの偵察部隊を殺害した。生き延びたものたちはタークシン王のもとへ逃げ込み、これを訴えした。その結果、タークシン王はカーウィラに首都トンブリーへの召喚命令を出したが、カーウィラはこの命令を3度にわたり拒否した。
1782年にはカーウィラとチャーバーン伯はついにトンブリーに召喚され、タークシン王の命令で鞭打ちの刑を受け、投獄されました。またカーウィラは召喚命令に従わなかった罰として耳の縁を切り取られた。しかしカーウィラは自らの罪を償うためチェンセーンの攻略に志願した。チェンセーンの攻略に成功した後、カーウィラはトンブリーに戻した。その頃マハー・カサットスック大公がタークシン王から政権を奪い、チャクリー王朝の初代ラーマ1世として即位したばかりした。これにより、カーウィラはチエンマイ領侯に任命され、同年にトンブリーで病没したチャーバーン伯に代わりチェンマイを治めることになった。

## 子孫
カーウィラには5人の子息がいた。
1. スリヤカート王子 …… 第9代チエンマイ領公の妃チャーマリーの父。
2. カーウィローロットスリヤウォン王子 …… 第6代チエンマイ領大公
3. マハーウォン王子
4. カムサイ王女
5. チャイセーナー王子

## 爵位
- 1774年、ラムパーン領侯  (พระยานครลำปาง)
- 1782年、チエンマイ領侯 (พระยาเชียงใหม่)
- 1802年、チエンマイ領及びラーンナー国王 (พระบรมราชาธิบดี พระเจ้าเชียงใหม่)